# Izabel Pimentel

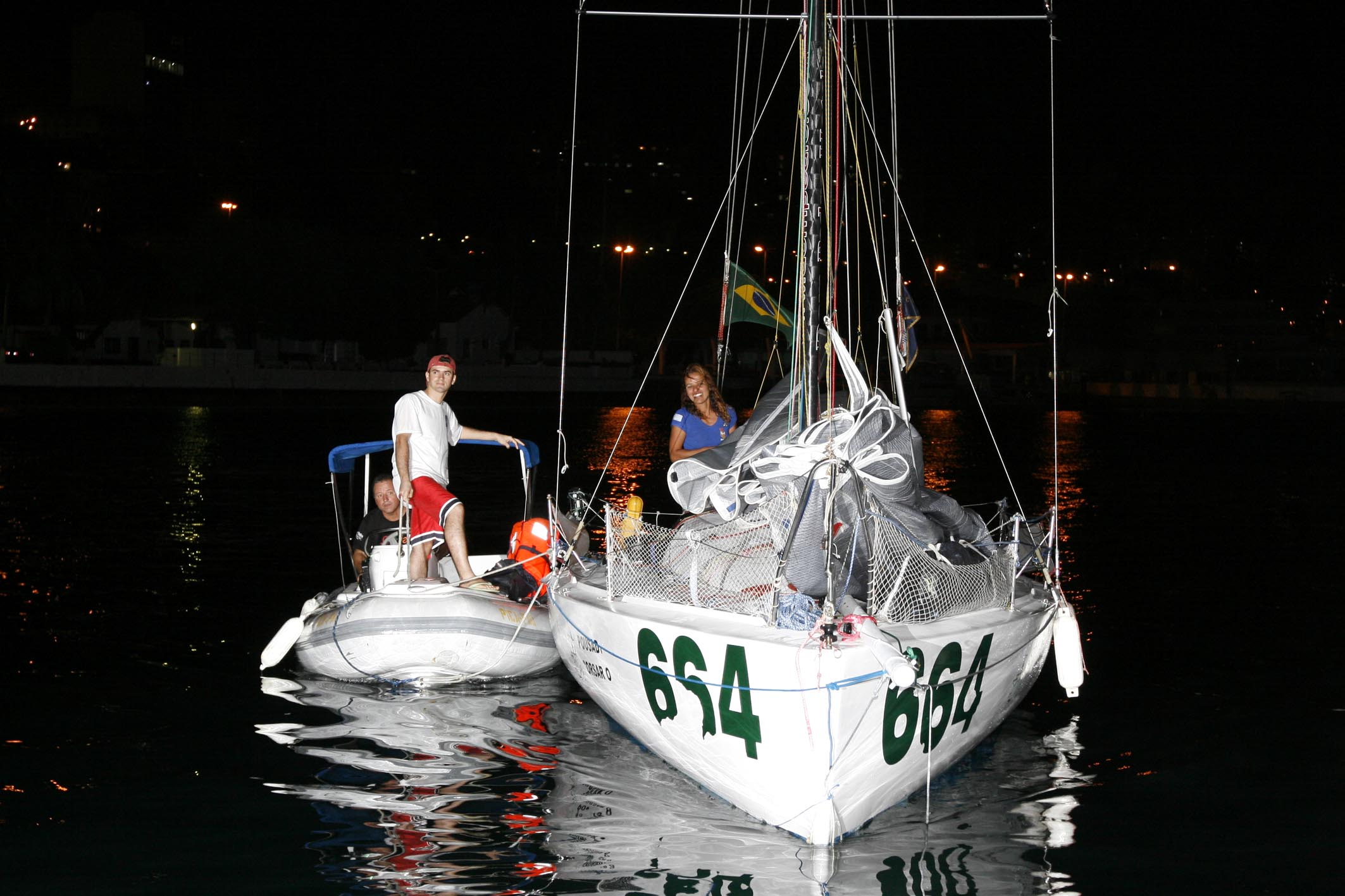
Izabel Pimentel na chegada em Salvador da regata Charente-Maritime

Izabel Pimentel é uma velejadora brasileira. Primeira brasileira e Latino-americana a realizar uma volta ao mundo em solitário. Em 2006, se tornou a primeira velejadora brasileira a cruzar o Oceano Atlântico em solitário, uma viagem que durou 42 dias e 6 horas. Ela partiu no dia 10 de julho de Cascais, Portugal e chegou a Fortaleza, Brasil no dia 21 de agosto às 22h. Pimentel velejou em um Mini-transat de 21 pés (6,5 metros) e, no total, ela percorreu 5.300 milhas (9.500 km).

## Viagens
Em 2007, Izabel não pôde participar da Mini-transat. Partiu então de Sète, França e realizou sua segunda travessia do Atlântico. Em 2008 foi a primeira brasileira a participar da Refeno, Regata Oceânica Recife - Fernando de Noronha, em solitário. Izabel teve nessa regata a companhia de seu gato Petit Eric.
Em janeiro de 2009 Izabel partiu de Paraty e foi para a França, realizando assim sua terceira travessia do Atlântico. Nesse mesmo ano, consagrou-se como a primeira brasileira a participar de uma regata transoceânica, a Transat 6,50, em solitário. Com mais essa travessia, Izabel soma quatro travessias do Atlântico em um barco 21 pés e mais de 28000 milhas em solitário.
Em agosto de 2012 Izabel iniciou a sua primeira viagem de volta ao mundo, partindo novamente da cidade de Sète, na França. Esta viagem será feita em 3 etapas: a primeira etapa compreende o trecho entre a Europa e o Brasil, a segunda etapa seria a circum-navegação do globo em solitário e sem escalas Brasil-Brasil, em latitudes próximas a 40ºS, atravessando os oceanos Atlântico, Índico e Pacífico, e passando pelos Cabos da Boa Esperança e Horn, e a terceira etapa, a volta do Brasil para a França, finalizando a volta ao mundo com a chegada em seu porto de partida, na cidade de Sète, França. 
Em dezembro de 2012, Izabel iniciou também a sua primeira tentativa de realizar a volta ao mundo em solitário e sem escalas, o trecho Brasil-Brasil de sua viagem de volta ao mundo. Ela partiu da cidade de Paraty, a bordo do veleiro "Don", de 34 pés com casco de alumínio. O percurso dessa aventura incluiria contornar os cabos da Boa Esperança, Leeuwin e Horn antes de retornar ao Brasil.
Izabel, no entanto, acabou capotando seu barco no Oceano Pacífico. Com isso, foi obrigada a mudar seu percurso para a Ilha de Páscoa a fim de poder avaliar os danos na estrutura do barco, interrompendo desta forma o objetivo de ser a primeira velejadora brasileira a realizar uma volta ao mundo em solitário e sem escalas. De todo modo, em 2014, ao completar a circum-navegação, Izabel se tornou a primeira mulher brasileira e sul-americana a realizar tal desafio com escalas.